# 效果律

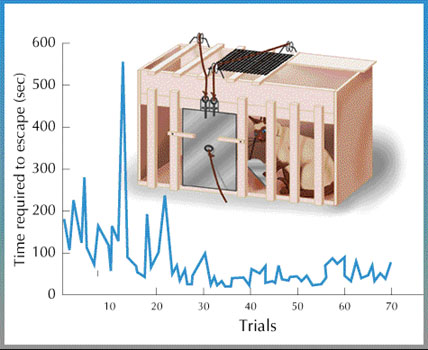
桑代克用的實驗箱。當小貓成功打得開閘門後，其行為每次都會減少。

效果律（英語：law of effect），1905年美國心理學家愛德華·桑代克以(尚未發展完全的)行為制約背後的一個概念為基底所提出的理論。而那個行為制約背後的概念，是「在一個特定的情境下，可以得到滿意的效果的反應在該情境下重複出現的機率會上升，而會得到不滿意的效果的反應，重複出現的機率則會下降」。
。

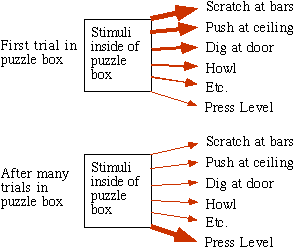
一開始小貓嘗試不同的方法去打開實驗箱子的門。經過一段時間，牠成功因為按開關打開門，只有按開關的行為加強了而其他不相關的行為消失。

這個概念跟演化論的概念很像，如果一個特定的特質成為一個能讓個體存活下來的優勢，那個特質將會在這個物種之間持續存在。在效果律中有特別定義過的「滿意的」與「不滿意的」字詞，後來被「 增強」跟「懲罰」兩字詞替代。因為「增強」跟「懲罰」在操作制約中愈來愈常被使用。

## 歷史
效果律在很早的時候就被 （页面存档备份，存于）Conwy Lloyd Morgan用來討論愛德華·桑代克的聯結主義所說的「如果一個連結之後有個『讓人滿意的狀態』，那個連結會被加強，如果之後是『讓人困擾的狀態』，連結會被削弱」。